# Uacari-branco
Uacari-branco, acari, macaco-inglês ou simplesmente uacari (nome científico: Cacajao calvus) é um macaco do Novo Mundo do género Cacajao, e família Pitheciidae encontrado originariamente na Amazônia brasileira.
A pelagem é laranja-pálido, amarelada, acinzentada ou esbranquiçada. As superfícies ventrais são alaranjadas ou amareladas, assim como a cauda. A barba é avermelhada, tornando-se mais escura distalmente. A face, as orelhas e a genitália são desprovidas de pelos, sendo a face e as orelhas pouco pigmentadas, mosqueadas ou despigmentadas e a genitália enegrecida.
Locomove-se no alto dos galhos através de diferentes tipos de movimentos: utilizando-se dos quatro membros sem posição horizontal, saltado de galhos altos para galhos mais baixos e, verticalmente, escalando os troncos.
Se alimenta de frutos, insetos, sementes, néctar e brotos de plantas. Os machos pesam 3,5 kg, e as fêmeas, 2,7 kg. Eles habitam as florestas de terra firme e de várzea do norte da Amazônia. Os machos atingem a maturidade sexual por volta dos 66 meses e as fêmeas aos 43 meses.Outra característica importante é que eles adoram pular de galho em galho como os outros macacos.